# (8009) Béguin
(8009) Béguin ist ein Asteroid des mittleren Hauptgürtels, der am 25. Januar 1989 vom französischen Astronomen Christian Pollas am Observatoire de Calern (IAU-Code 010) auf dem Calern Plateau nördlich der Stadt Grasse entdeckt wurde.
Der Asteroid wurde am 28. Juli 1999 nach dem Gesellschaftstanz Beguine benannt, der im 19. Jahrhundert auf den zu Frankreich gehörenden Kleinen Antillen aus einheimischen karibischen Elementen mit durch afrikanische Einwanderer dorthin gelangten Einflüssen entstand.